# Santa Bárbara (Gijón)
Santa Bárbara es un barrio del distrito Sur de la ciudad asturiana de Gijón, en España. En él se hallan el poblado de Santa Bárbara, el campo de fútbol de La Braña, el palacete de los marqueses de Casa Tremañes y la fuente de La Mortera.

## Población
En 2018 Santa Bárbara era el barrio menos poblado de Gijón, pues contaba con 1.719 habitantes.

## Ubicación y comunicaciones
Empezado por el norte y siguiendo las agujas del reloj, Santa Bárbara limita con los barrios y parroquias de Perchera-La Braña, Nuevo Gijón, Roces, Porceyo y Tremañes.
Se trata de un barrio pequeño en el que hay una escasa superficie construida. De hecho, una gran parte del mismo está ocupado o bien por fincas sin apenas edificios o bien por la intersección entre la A-8, la GJ-81 y la GJ-10. Además, estas vías de comunicación marcan sus fronteras con otras partes de la ciudad y su término municipal. 
Los edificios de Santa Bárbara pertenecen, mayoritariamente, al poblado homónimo. También hay algunas naves industriales en el extremo este del barrio. Por esta zona discurre la avenida de Oviedo, una importante entrada y salida de la ciudad que se continúa con autovía AS-II.
La vía verde de La Camocha, una senda de uso peatonal y ciclista, conecta Santa Bárbara con Tremañes y el antiguo poblado minero de La Camocha.

## Historia
El germen del barrio es lo que hoy se conoce como poblado de Santa Bárbara, una serie de casas pareadas que se construyeron en 1955 al borde de la carretera a Oviedo, actual avenida de Oviedo. Se trata de 202 viviendas originariamente promovidas por la Obra Sindical del Hogar de la Fábrica de Moreda para sus trabajadores. La Sociedad Industrial Santa Bárbara, principal accionista de la fábrica, le dio nombre al barrio. En él se adoptó el modelo inglés de vivienda obrera, levantando casas de planta baja con el fin —según el informe de su arquitecto Federico Somolinos Cuesta— «de que todos los beneficiarios dispongan de un pequeño huerto». El poblado se concibió como una ciudad en miniatura, porque contaba con su Hogar del Productor, su economato y su propia iglesia. Todas las viviendas que allí se construyeron son iguales: tienen una superficie interior de 62 m² y cuentan con tres dormitorios, una habitación que es al mismo tiempo sala de estar y cocina, un aseo y un pequeño vestíbulo de entrada.
La situación que pervivió durante varias décadas era la de penurias, sufriendo sus habitantes una importante represión durante la Huelgona del 62, además de problemas económicos y una notable falta de infraestructuras. Esto último se debía, en parte, a que el poblado de Santa Bárbara fue construido lejos de la zona urbanizada, en un lugar que entonces era el extrarradio de Gijón. Tal situación provocó que el agua corriente y el alcantarillado fueran incorporándose muy paulatinamente, ya que el ayuntamiento no cubría esos servicios en una zona tal alejada del centro. Los vecinos llegaron a construir un centro social con sus propias manos y dinero para paliar la falta de equipamientos municipales, pues no fue hasta la década de 1990 cuando la Fábrica de Moreda vendió las viviendas a sus trabajadores y la gestión del barrio pasó a manos del ayuntamiento. En esta época los poetas de la Generación del 27 pasaron a dar nombre a las calles  poblado.
Ya durante el siglo xxi, el crecimiento  del colindante Nuevo Gijón ha conectado la morfología y las comunicaciones de ambos barrios, recibiendo así Santa Bárbara la línea 18 de autobús urbano de EMTUSA.

## Lugares de interés

### Equipamientos
Dentro del poblado destacan la iglesia de Santa Bárbara y el Centro Social, sede de la Asociación de Vecinos Santa Bárbara. Fuera de él, la única instalación reseñable es el campo de Fútbol de La Braña, fundado en 1957 y donde juega de local el C.D. La Braña. Este equipo jugaba anteriormente en los campos de La Peral, demolidos debido a la construcción de promociones urbanísticas en Nuevo Gijón.

### Patrimonio
En Santa Bárbara hay un palacete, el de los marqueses de Casa Tremañes. Este también perteneció al dueño de la fábrica de vidrios La Bohemia, si bien actualmente es de propiedad municipal. Se trata de una casona señorial de dos plantas construida en el siglo xviii y restaurada en la década de 1970, la cual se ubica en una finca conocida popularmente como «La Torre». Cuenta con un salón con piano, un comedor, numerosos dormitorios, una habitación para fumar, un claustro y una capilla. Asimismo, está rodeada por un extenso jardín donde hay varios naranjos. Aunque a día de hoy está sin uso, el ayuntamiento se planteó su reforma y la apertura al público del jardín.
En las inmediaciones del campo de fútbol se encuentra la fuente de La Mortera. Esta es considerada la más antigua de Gijón, ya que se piensa que pudo pertenecer a las termas de una villa romana del siglo i después de Cristo. Junto a ella se encontró, en 1820, un ara o altar que el ciudadano Pompeius Peregrinarius dedicó a la diosa de los baños Fortuna Balnearis. Es por ello que el entorno de la fuente está catalogado en la Carta Arqueológica de Gijón y se ha incluido en el Inventario del Patrimonio Cultural de Asturias. Este lugar, que hasta hace pocos años estuvo cubierto de maleza, fue restaurado en 2017 y adornado con una copia del ara.